# 内田定槌
内田 定槌（うちだ さだつち、元治2年1月17日（1865年2月12日）– 昭和17年（1942年）6月2日）は、日本の外交官。駐ブラジル公使、駐スウェーデン公使、駐トルコ大使。

## 経歴

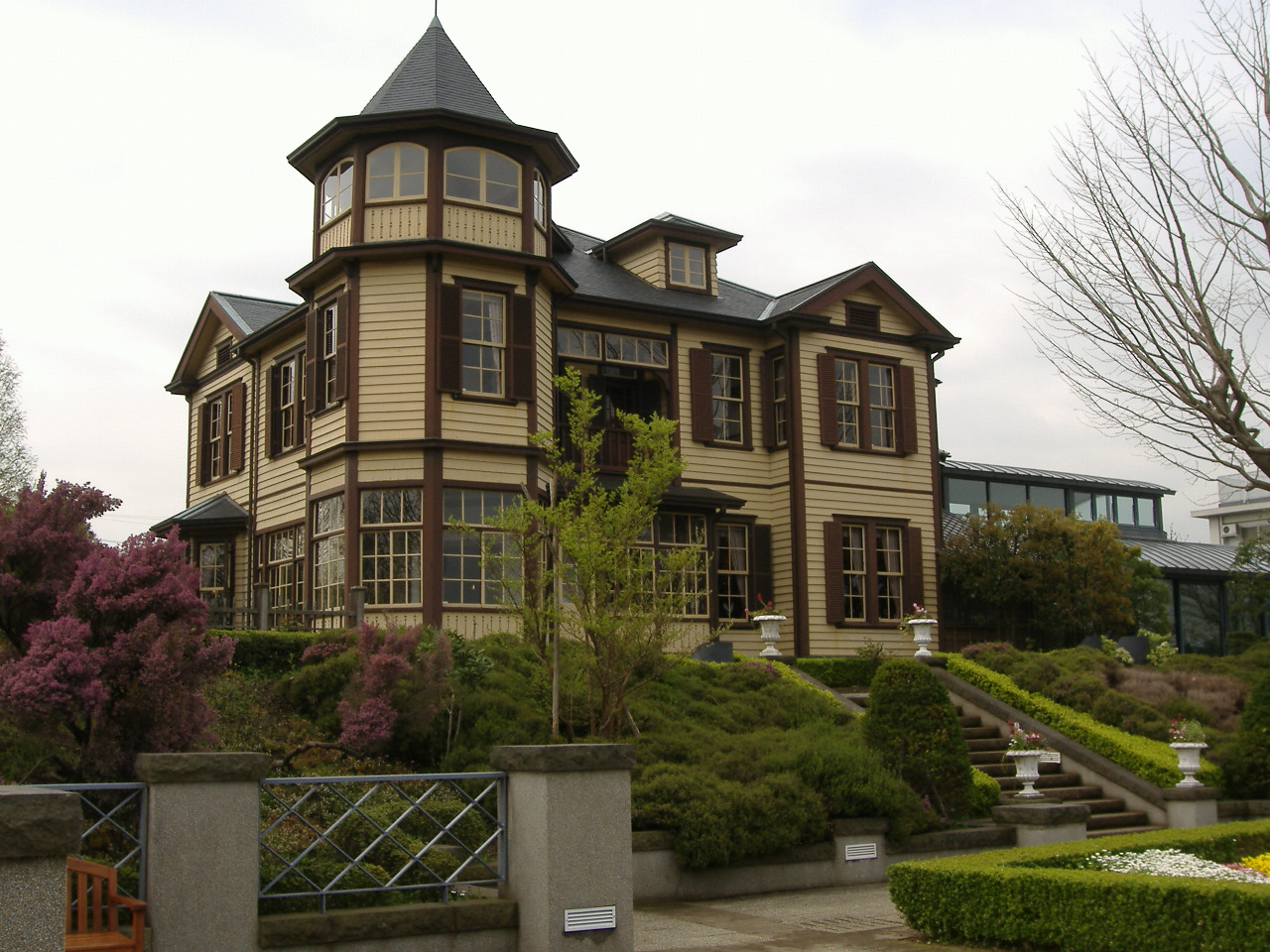
1910年竣工の渋谷の自邸。現・外交官の家

豊前国小倉（現在の福岡県北九州市）出身。1889年（明治22年）、東京帝国大学法科大学を卒業し、外務省試補となった。翌年、上海副領事となり、漢城領事、ニューヨーク領事、同総領事を歴任した。1906年（明治39年）にブラジル弁理公使となり、翌年に特命全権公使となった。その後、スウェーデン公使に就任し、デンマーク公使、ノルウェー公使も兼ねた。1920年（大正9年）、トルコに派遣され、のち大使に昇格した。
退官後は日土協会会長、日土貿易協会顧問を務めた。墓所は多磨霊園。

## 栄典
位階
- 1905年（明治38年）8月30日 - 正五位[4]
- 1921年（大正10年）2月10日 - 従三位[5]

勲章等
- 1916年（大正5年）4月1日 - 旭日重光章[6]
- 1920年（大正9年）11月1日 - 勲一等瑞宝章[7]
- 1940年（昭和15年）8月15日 - 紀元二千六百年祝典記念章[8]

外国勲章佩用允許
- 1911年（明治44年）12月27日 - イタリア王国：王冠第一等勲章（英語版）[9]
- 1918年（大正7年）11月30日 - スウェーデン：北極星第一等勲章（英語版）[10]

## 関連作品
NHK大河ドラマ
- いだてん〜東京オリムピック噺〜（2019年） - 演：井上肇（役名は内田公使）